# Karl Kainberger
Karl Kainberger est un footballeur autrichien né le 1er décembre 1912 à Salzbourg et mort le 17 décembre 1997 dans la même ville.

## Carrière
Il participe avec la sélection olympique autrichienne aux Jeux olympiques de Berlin en 1936. Lors du tournoi olympique, il joue deux matchs, contre la Pologne et l'Italie. Il inscrit deux buts lors de cette compétition. La sélection autrichienne remporte la médaille d'argent.
En club, il joue en faveur du Salzburger AK.

## Palmarès
- Médaillé d'argent lors des Jeux olympiques de 1936 avec l'équipe d'Autriche